# Ilha das Couves
A Ilha das Couves é uma ilha brasileira pertencente ao município de Ubatuba, litoral norte do estado de São Paulo. Apresenta área de 58 hectares e está localizada a 2,3 quilômetros da costa. De propriedade particular e habitada por uma família de caseiros. A ilha apresenta uma orla de costões rochosos e encostas com vegetação rasteira e flora típica de Mata Atlântica, além de águas calmas, transparentes e ricas de vida marinha. É considerada umas das praias mais bonitas e paradisíacas do Brasil.
Há duas maneiras de chegar à Ilha das Couves, através da praia de Picinguaba (local mais próximo para se chegar a ilha) ou na cidade de Ubatuba. O percurso de barco até a Ilha das Couves dura em média 20 minutos. 
Suas águas do entorno contém rica fauna marinha, a qual inclui salemas, budiões, frades, garoupas e arraias. A ilhota raramente recebe a visita de baleias. 

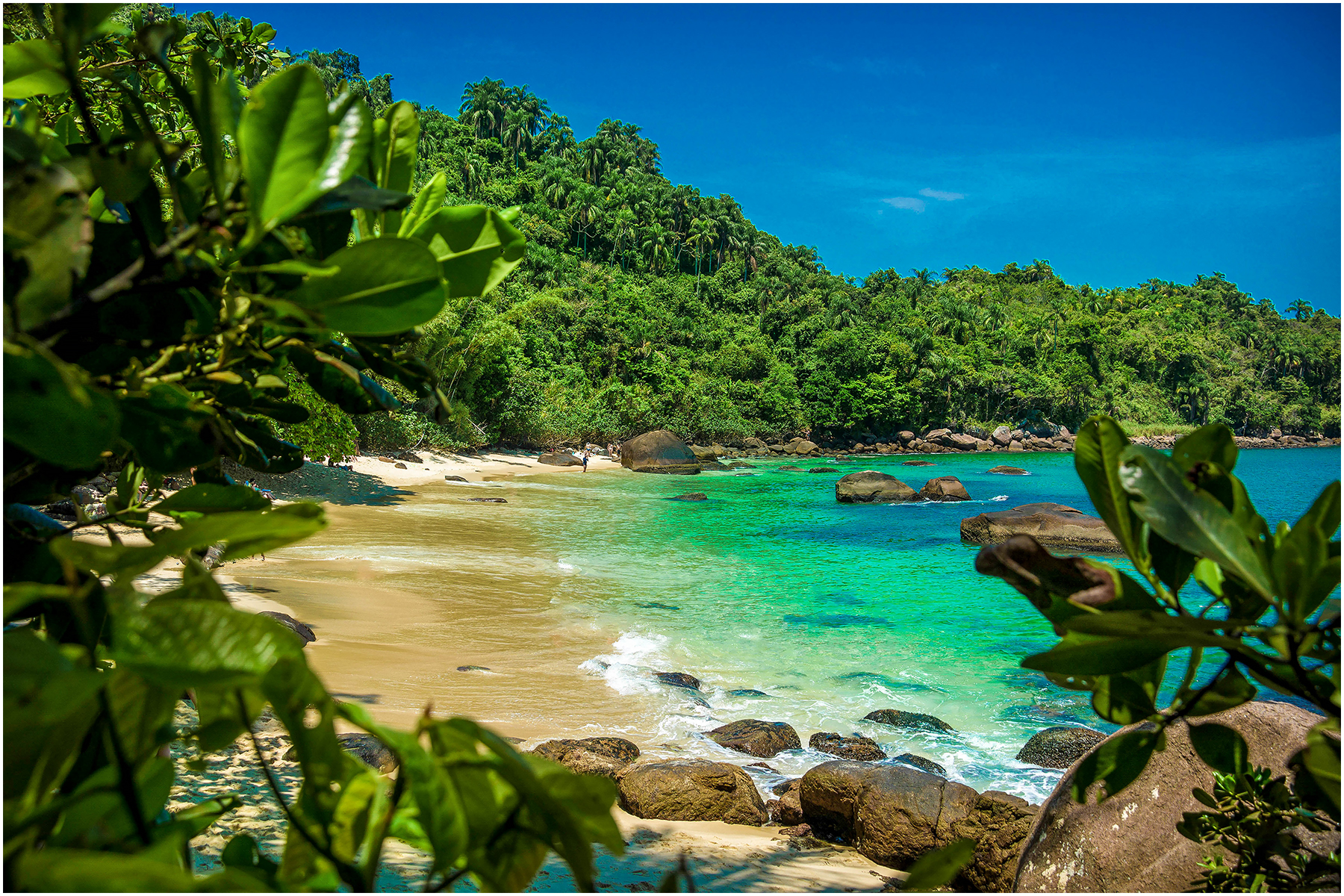
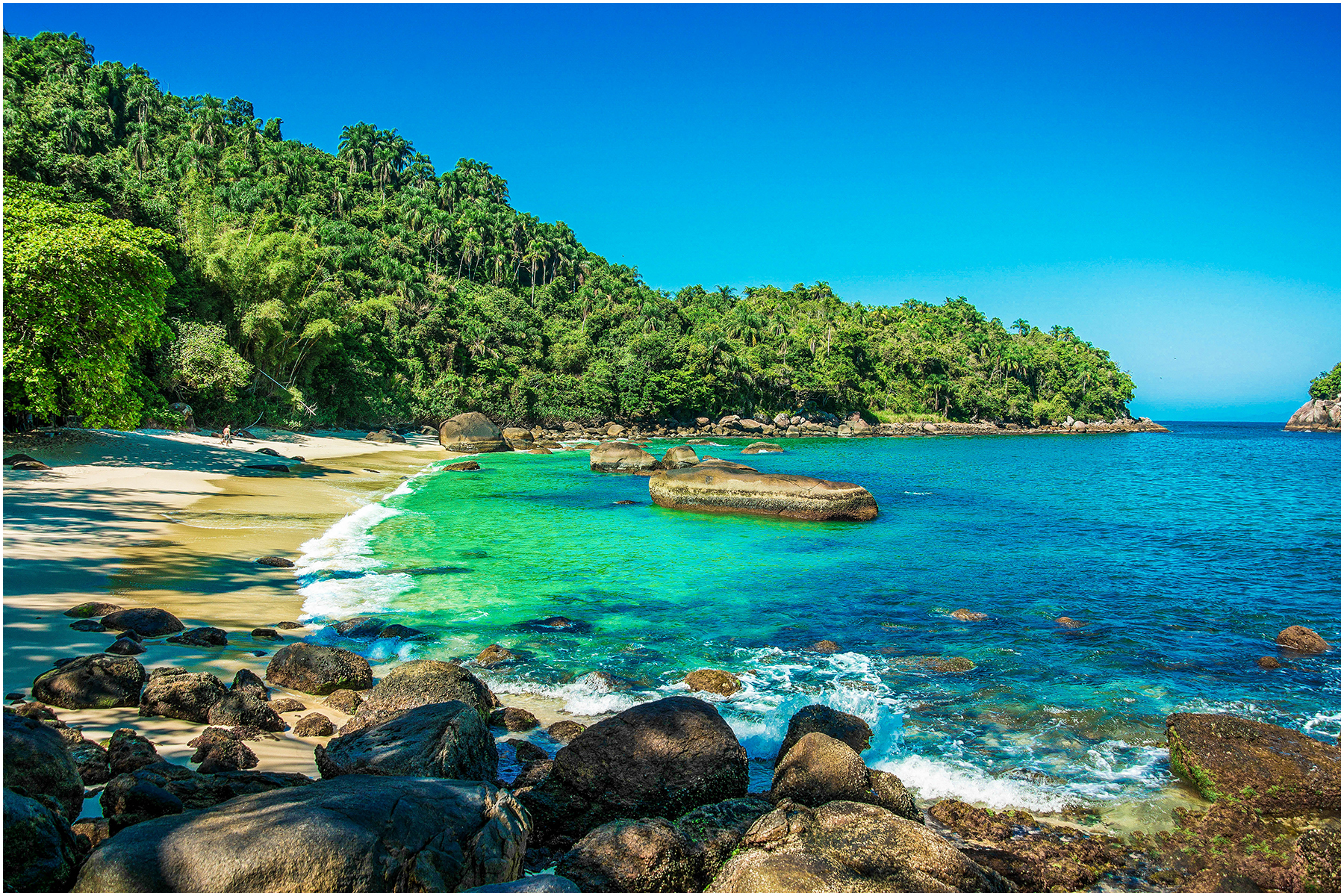
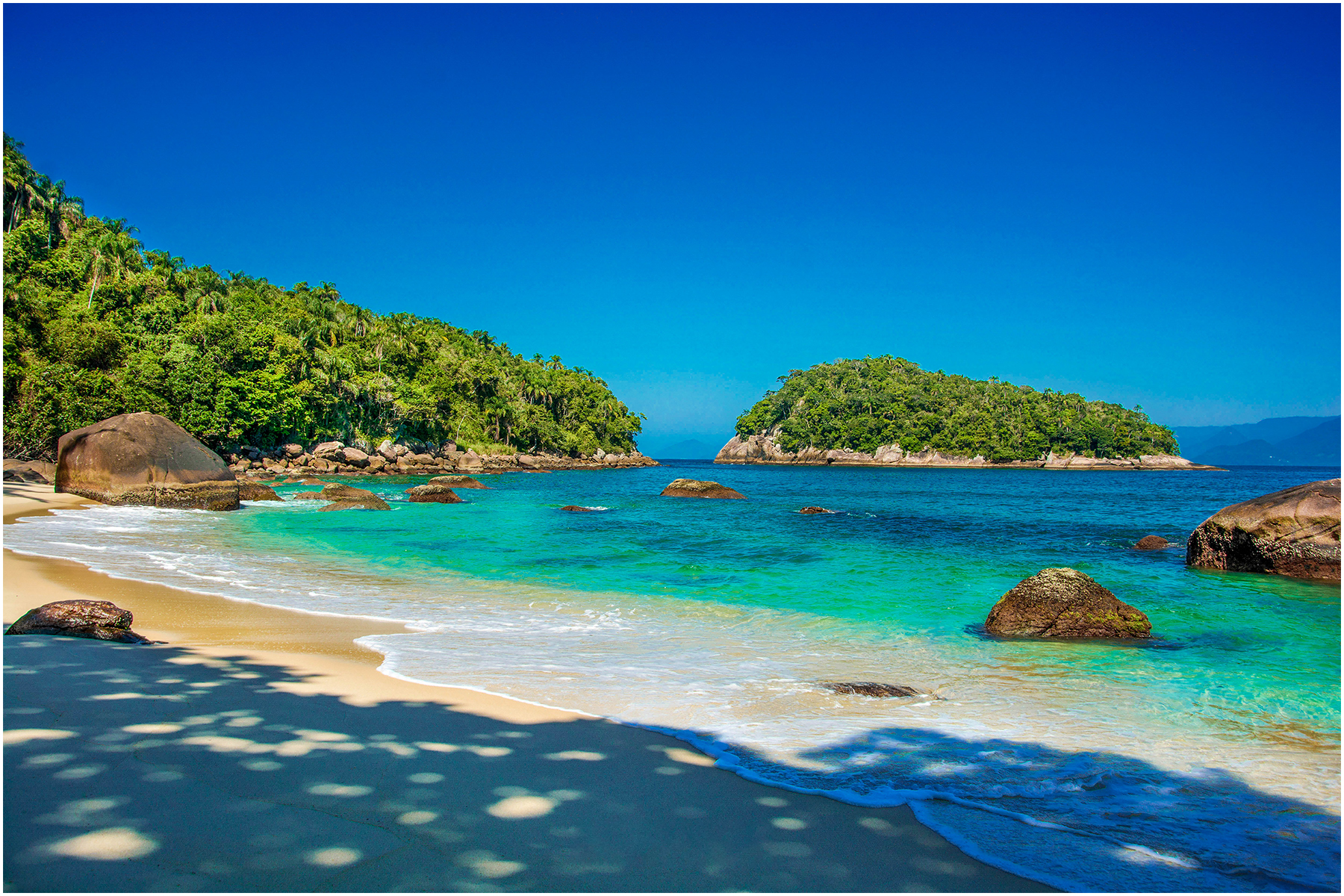
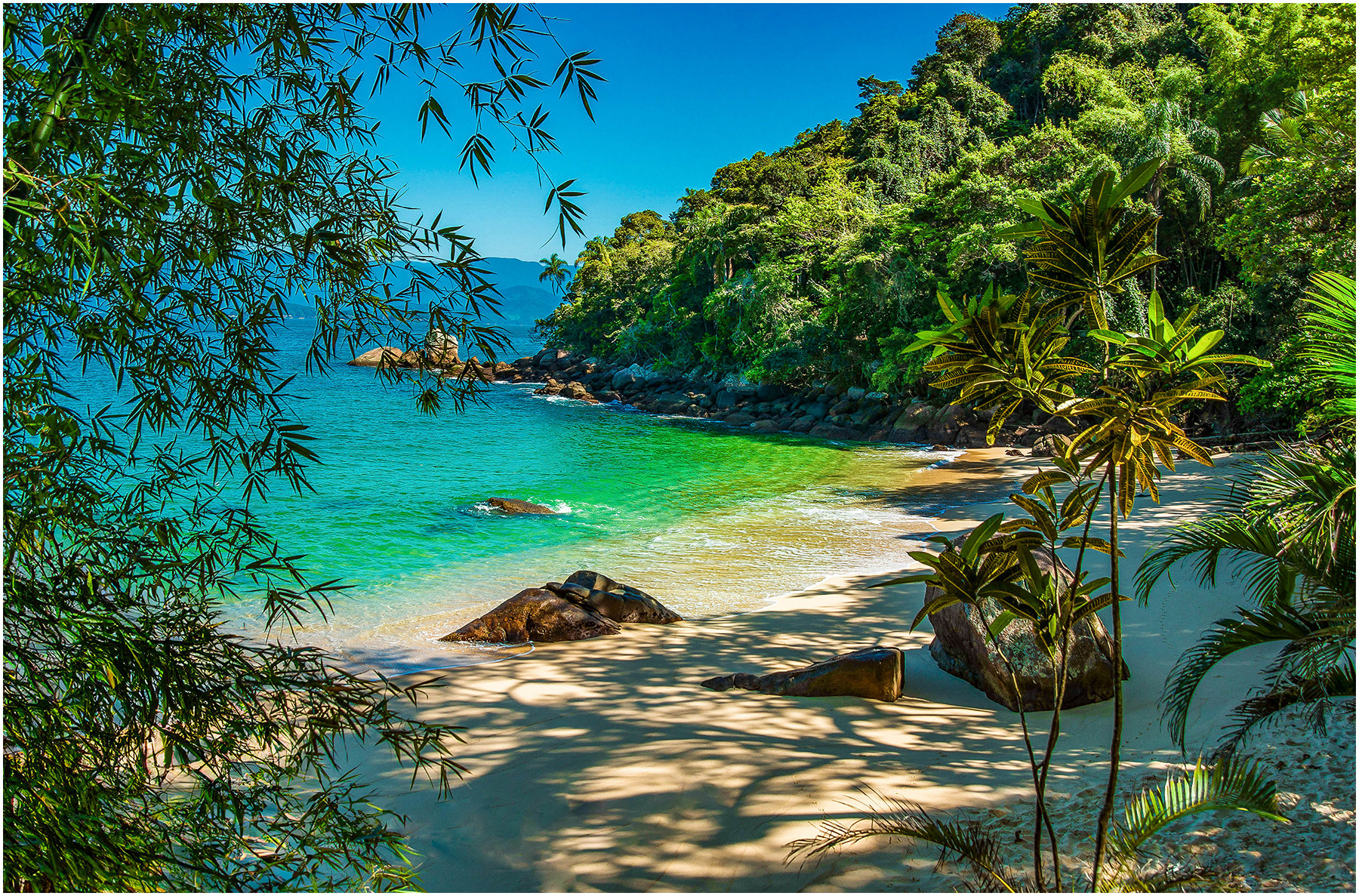
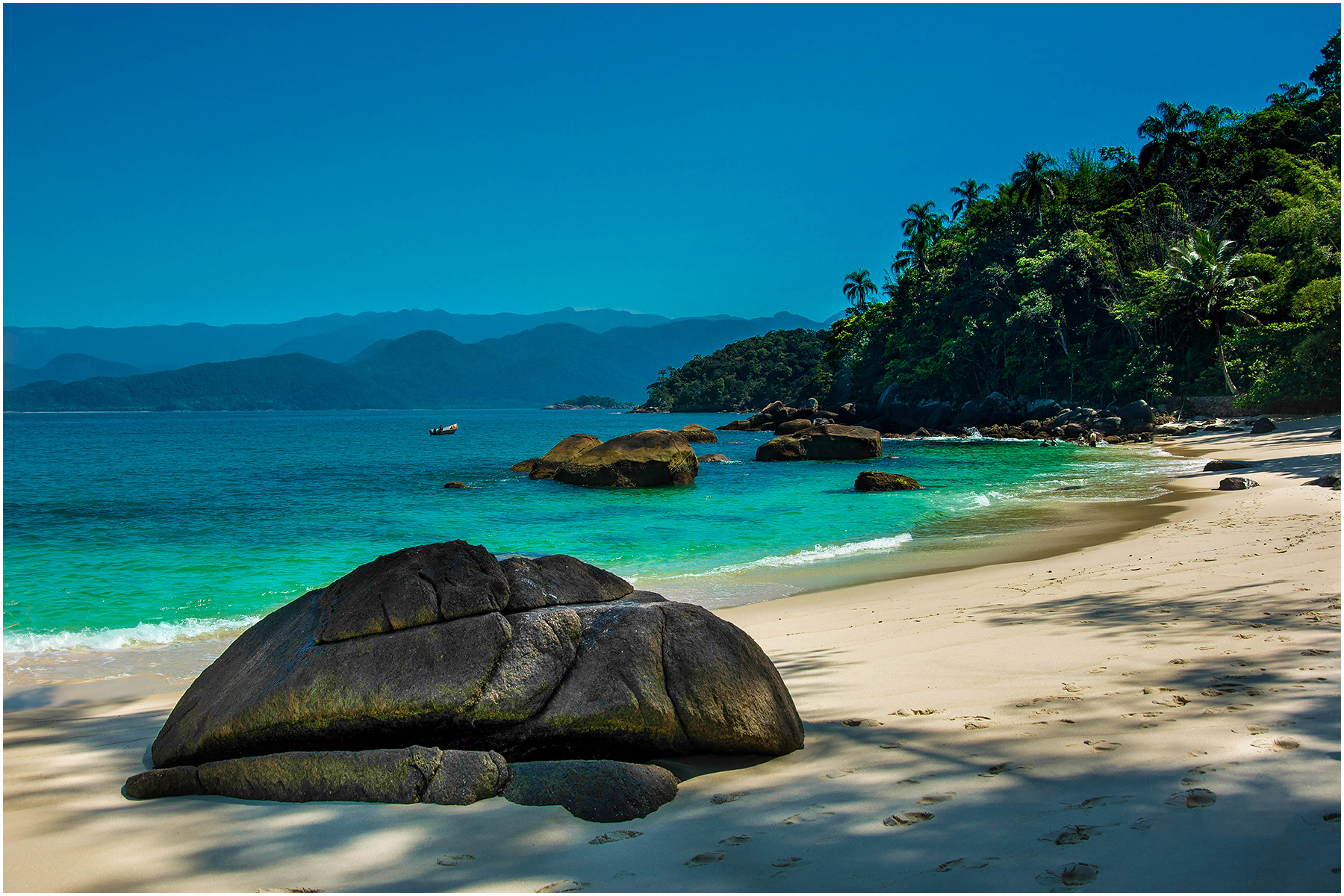
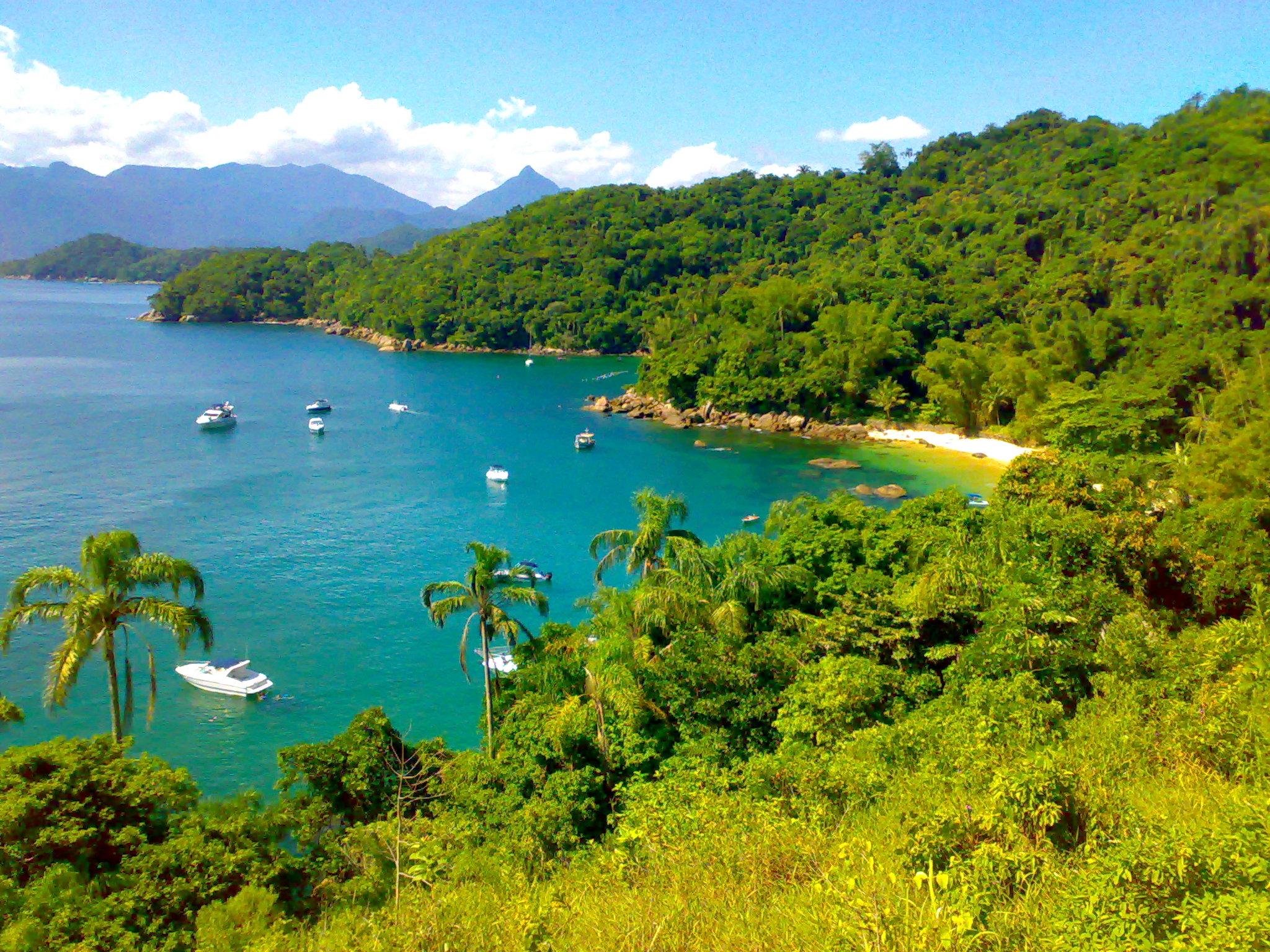
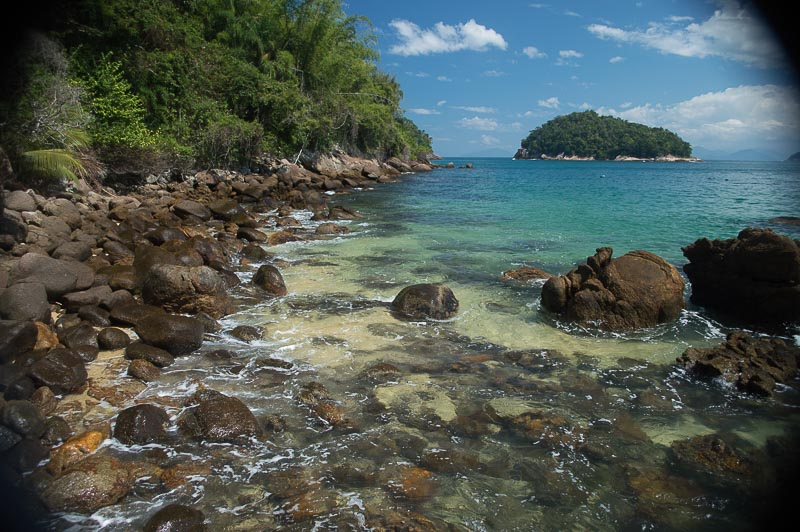
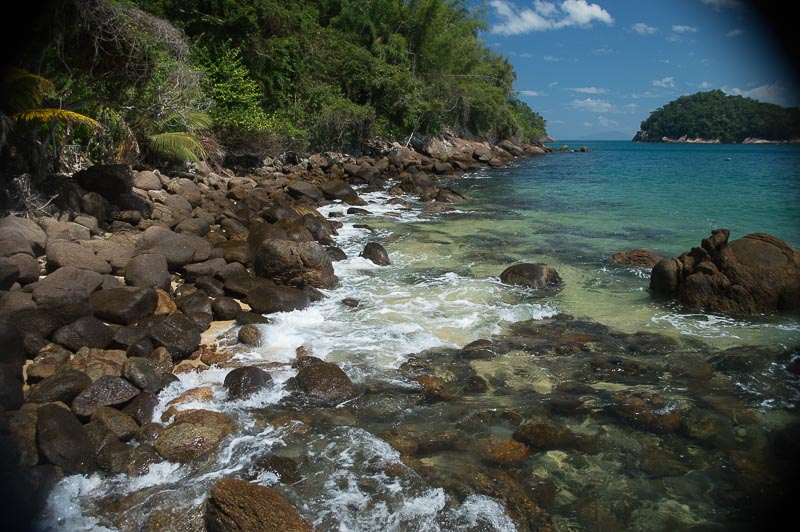